# Kamienica przy ulicy Westerplatte 7 w Krakowie
Kamienica przy ulicy Westerplatte 7 – zabytkowa kamienica znajdująca się w Krakowie, w dzielnicy I, na Wesołej.
Kamienica została wzniesiona w 1880 roku według projektu architekta Karola Zaremby.
Kamienica została wpisana do gminnej ewidencji zabytków. Znajduje się na obszarze Wesołej, której układ urbanistyczny został wpisany 16 lutego 1984 do rejestru zabytków.